# Ex Machina (фільм)
«Ex Machina» (з лат. «Із машини», частина вислову «Deus ex machina») — британський науково-фантастичний фільм 2014 року, написаний і зрежисований Алексом Ґарлендом, і який став його режисерським дебютом.

## Сюжет
Програміст Калеб Сміт виграє в лотерею тиждень погостювати в будинку керівника компанії «Блакитна книга» Нейтана. Будинок розташований у горах далеко від цивілізації та наповнений високими технологіями. Калеба бентежить велика кількість умов і заборон, тоді Нейтан пояснює, що створив перший штучний інтелект і пропонує випробувати його тестом Тюрінга. Він знайомить Калеба з гуманоїдом Ейвою та служницею Кіоко. Калеб кілька днів балакає з Ейвою аби виявити у неї свідомість. Однак цей тест спланований керівником компанії таким чином, що Калеб з самого початку знає, хто перед ним, а завдання машини — довести йому, що вона може не тільки приймати вхідну інформацію, а й усвідомлювати, що ця інформація насправді означає, а також відчувати. Ейва просить Калеба розповісти їй про себе. Кілька разів у будинку зникає світло, так стається і під час розмови. В цей час, коли ніхто не може слідкувати за бесідою, Ейва каже, щоб Калеб не довіряв Нейтану.
Власник будинку показує мозок робота і як він створив штучну особистість на основі поведінки людей в Інтернеті. Ейва на його питання ділиться своєю мрією — опинитись на людному перехресті та спостерігати за людьми. Під час наступної бесіди знову зникає світло і Ейва зізнається, що це вона його вимикає. На прогулянці в горах Нейтан пояснює, що зумисне обрав Калеба за його вміння ставити правильні питання. Невдовзі Калеб знаходить малюнок Ейви, розірваний Нейтаном і зауважує його свавілля щодо Кіоко.
Ейва вважає, що не пройшовши тест, вона приречена на вимкнення. Калеб ділиться планами створити досконалішого гіноїда. Боячись втратити Ейву, Калеб напоює Нейтана до безтями та переглядає записи про попередні моделі роботів. Він бачить, що гіноїди усвідомлювали себе ув'язненими й намагалися звільнитись, а Нейтан насолоджувався владою над ними. Знайшовши склад колишніх моделей, програміст дізнається, що Кіоко теж робот. Він сумнівається чи й сам є людиною та ріже собі вену — кров свідчить про його людську природу.
Калеб каже, що Ейва пройшла тест. Нейтан застерігає його, що робот може маніпулювати ним з метою втекти. Він показує запис із резервної камери, де зафіксовано останню розмову, в якій Калеб обіцяє Ейві напоїти Нейтана, викрасти ключ і втекти вдвох. Нейтан розповідає, що все це було сплановано ним як частина тесту і Ейва була створена з урахуванням вподобань Калеба. Він погоджується, що тест справді пройдено, хоча все відбулося не зовсім так, як планувалося. Та Калеб, передбачаючи викриття, заздалегідь випускає Ейву та Кіоко. Приголомшивши Калеба, Нейтан відбиває Ейві руку, та слідом його вдаряє ножем Кіоко. Ейва ремонтується і, одягнувшись як людина, покидає будинок. Нейтан помирає, а Калеб лишається замкненим у кімнаті. Ейва сідає на призначений для нього гелікоптер і згодом у місті змішується з натовпом.

## В ролях
| Актор           | Роль                               |
| --------------- | ---------------------------------- |
| Домналл Глісон  | Калеб програміст «Блакитної книги» |
| Оскар Айзек     | Нейтан керівник «Блакитної книги»  |
| Алісія Вікандер | Ейва штучний інтелект              |
| Соноя Мідзуно   | Кіоко служниця                     |
| Корі Джонсон    | пілот вертольота                   |

## Сприйняття
Фільм отримав позитивні відгуки критиків. На сайті Rotten Tomatoes фільм має рейтинг 90 % на основі 86 рецензій із середнім балом 7,9. На сайті Metacritic фільм має оцінку 77 із 100 на основі 27 рецензій критиків, що відповідає статусу в основному позитивні відгуки.

## Визнання
| Нагороди та номінації фільму «Ex Machina» | Нагороди та номінації фільму «Ex Machina» | Нагороди та номінації фільму «Ex Machina»                      | Нагороди та номінації фільму «Ex Machina»                         | Нагороди та номінації фільму «Ex Machina» | Нагороди та номінації фільму «Ex Machina» |
| Рік                                       | Нагорода                                  | Категорія                                                      | Номінант                                                          | Результат                                 | Дж                                        |
| ----------------------------------------- | ----------------------------------------- | -------------------------------------------------------------- | ----------------------------------------------------------------- | ----------------------------------------- | ----------------------------------------- |
| 2016                                      | БАФТА                                     | Найкраща жіноча роль другого плану                             | Алісія Вікандер                                                   | Номінація                                 | [ 7 ] [ 8 ]                               |
| 2016                                      | БАФТА                                     | Найкращий оригінальний сценарій                                | Алекс Ґарленд                                                     | Номінація                                 | [ 7 ] [ 8 ]                               |
| 2016                                      | БАФТА                                     | Найкращий дебют британського режисера, сценариста чи продюсера | Алекс Ґарленд (Режисер)                                           | Номінація                                 | [ 7 ] [ 8 ]                               |
| 2016                                      | БАФТА                                     | Найкращий британський фільм                                    | Алекс Ґарленд, Ендрю Макдональд і Аллон річ                       | Номінація                                 | [ 7 ] [ 8 ]                               |
| 2016                                      | БАФТА                                     | Найкращі візуальні ефекти                                      | Марк Ардінгтон, Сара Беннетт, Пол Норріс і Ендрю Вайтгерст        | Номінація                                 | [ 7 ] [ 8 ]                               |
| 2016                                      | Оскар                                     | Найкращий оригінальний сценарій                                | Алекс Ґарленд                                                     | Номінація                                 | [ 9 ] [ 10 ]                              |
| 2016                                      | Оскар                                     | Найкращі візуальні ефекти                                      | Марк Вільямс Ардінґтон, Сара Беннет, Пол Норріс і Ендрю Вайтгарст | Перемога                                  | [ 9 ] [ 10 ]                              |
| 2016                                      | Сатурн                                    | Найкращий науково-фантастичний фільм                           | Ex Machina                                                        | Номінація                                 | [ 11 ]                                    |
| 2016                                      | Сатурн                                    | Найкраща режисура                                              | Алекс Ґарленд                                                     | Номінація                                 | [ 11 ]                                    |
| 2016                                      | Сатурн                                    | Найкращий сценарій                                             | Алекс Ґарленд                                                     | Номінація                                 | [ 11 ]                                    |
| 2016                                      | Сатурн                                    | Найкраща чоловіча роль                                         | Донал Глісон                                                      | Номінація                                 | [ 11 ]                                    |
| 2016                                      | Сатурн                                    | Найкраща жіноча роль другого плану                             | Алісія Вікандер                                                   | Номінація                                 |                                           |
| 2016                                      | Сатурн                                    | Найкращі спецефект                                             | Марк Вільямс Ардінґтон, Сара Беннет, Пол Норріс і Ендрю Вайтгарст | Номінація                                 |                                           |